# Hierodula multispinulosa
Hierodula multispinulosa es una especie de mantis de la familia Mantidae.

## Distribución geográfica
Se encuentra en Birmania.